# Николаев, Владимир Михайлович
Владимир Михайлович Николаев (11 октября 1955, Баку, Азербайджанская ССР, СССР) — футболист, вратарь. Мастер спорта СССР.

## Биография
После окончания школы играл за команды низших лиг «Терек» Грозный (1974—1976) и «Химик» Джамбул (1977—1979). В 1980 году сыграл в высшей лиге во всех матчах в составе «Нефтчи» Баку. В 1981—1982 годах за «Зенит» Ленинград в чемпионате провёл 32 игры, пропустил 36 голов. В сезоне-1983 в единственном матче в составе ташкентского «Пахтакора» пропустил два мяча от «Днепра» (1:2). Затем вернулся в «Нефтчи», но в чемпионате не играл. В 1986 году провёл 5 матчей за тульский «Арсенал», после чего завершил карьеру.